# Merrilliopanax listeri
Merrilliopanax listeri är en araliaväxtart som först beskrevs av King, och fick sitt nu gällande namn av Hui Lin Li. Merrilliopanax listeri ingår i släktet Merrilliopanax och familjen Araliaceae. Inga underarter finns listade.